# 藤本たかひろ
藤本 たかひろ（ふじもと たかひろ、1973年12月7日 - ）は、日本の男性声優。東京都出身。青二プロダクション所属。

## 略歴
東京製図学校、文学座附属演劇研究所出身。東京コメディストアJを経て、青二プロダクション所属。

## 人物
資格・免許は普通自動車免許、普通自動二輪、スキーインストラクター。
趣味はサイクリング、ドライブ。特技は即興芝居、即興ミュージカル、スキー。
音域はC3 - C5。

## 出演
太字はメインキャラクター。

### テレビアニメ
2003年
- アストロボーイ・鉄腕アトム（警備員）
- エアマスター（黒正義、ハイグリーン 他）
- カレイドスター 新たなる翼（調理師A）
- 釣りバカ日誌（社員、落武者、社員A、男性）
- 爆転シュート ベイブレード Gレボリューション（スポンサーC、司会者）
- ボボボーボ・ボーボボ（2003年 - 2005年、リス夫、警官、兵士A、キリン、生徒2 他）
- ONE PIECE（2003年 - 、ビリー、オニグモ、サットン、ケルベロス、タロイモ、ミノゼブラ、デラクアヒ、ラクヨウ、アイルワン、ブリュー、モーム、カサゴン、ホエ、ゴータン、フェン・ボック、ボボンバ、ワーニー、シャチ、番三郎、矢ざえもん 他）

2004年
- エリア88（フーバー、パイロット）
- かいけつゾロリ（男）
- キン肉マンII世 ULTIMATE MUSCLE（老人）
- ごくせん（田中 他）
- 金色のガッシュベル!!（2004年 - 2005年、ドグモス、手下、クロガネ）
- サムライガン（勘八、兵長）
- それいけ!ズッコケ三人組（店長）
- ちびまる子ちゃん（2004年 - 、牛乳配達、ヒデキ、井上、大村 他）
- BECK（社会科の先生）
- リングにかけろ1（金平部長、サム）

2005年
- Xenosaga THE ANIMATION（ホルンスト）
- ガイキング LEGEND OF DAIKU-MARYU（2005年 - 2006年、高校生、機関士、ダリウス指揮官、ザイクロス）
- 交響詩篇エウレカセブン（2005年 - 2006年、通信士、男3）
- BLACK CAT（トルネオ配下）

2006年
- 怪 〜ayakashi〜
  - 天守物語（武士）
  - 化猫（猫）

- ガラスの艦隊（砲術長）
- 獣王星（軍人）
- タマ&フレンズ 探せ!魔法のプニプニストーン（ロン、モン太）
- 出ましたっ!パワパフガールズZ（宝石店のガードマン）
- 天保異聞 妖奇士（浮民）
- 貧乏姉妹物語（店員）
- Project BLUE 地球SOS（パイロットA）
- まじめにふまじめ かいけつゾロリ（警官）
- ヤマトナデシコ七変化♥（2006年 - 2007年、板長、会長）
- 夢使い（課長）

2007年
- 祝!(ハピ☆ラキ)ビックリマン（村人）
- モノノ怪 「鵺」（亡者）
- レ・ミゼラブル 少女コゼット（農夫B）

2008年
- ねぎぼうずのあさたろう（2008年 - 2009年、相撲取り、配達の男、子分、旅人 他）
- 墓場鬼太郎（番人、大家、級友、役員、おやじ 他）
- はたらキッズ マイハム組（すし屋の大将、ロペス、大神大介の父）
- ロボディーズ -RoboDz- 風雲篇（バッドル兵、チャールズ、クラゲ星人）

2009年
- あにゃまる探偵 キルミンずぅ（阿部ヨシヲ、運転手）
- 怪談レストラン（2009年 - 2010年、係員、死神、純子の父、村人、男 他）
- こんにちは アン 〜Before Green Gables（ベン）
- ドラゴンボール改（2009年 - 2015年、ウミガメ、バブルス、セルジュニア、パポイ、オトコスキー 他） - 2シリーズ

2011年
- 異国迷路のクロワーゼ The Animation（アラン）
- 俺たちに翼はない（マルチネス）

2012年
- 聖闘士星矢Ω（マーシアンA）
- 探検ドリランド（ラーヴァドラゴン、シャドウキマイラ）
- まじっく快斗（偽キッド）
- ONE PIECE エピソードオブナミ 〜航海士の涙と仲間の絆〜（海賊）
- ONE PIECE エピソードオブルフィ 〜ハンドアイランドの冒険〜（海兵）

2013年
- 探検ドリランド -1000年の真宝-（2013年 - 2014年、ドジキン、魔神騎ヴェンデル、フェイリンの父）
- トリコ×ONE PIECE×ドラゴンボールZ 超コラボスペシャル!!（バブルス）
- ONE PIECE エピソードオブメリー 〜もうひとりの仲間の物語〜（オニグモ）

2014年
- 暴れん坊力士!!松太郎（工場長）
- エスカ&ロジーのアトリエ 〜黄昏の空の錬金術士〜（ヘイジマン）
- 金田一少年の事件簿R（繭村拓也）
- ディスク・ウォーズ:アベンジャーズ（コロッサス）
- ONE PIECE “3D2Y” エースの死を越えて! ルフィ仲間との誓い（海兵）

2015年
- 戦国無双（福島正則）
- ドラゴンボール超（2015年 - 2017年、バブルス、カロニー、ウミガメ 他）
- ゴッドイーター（エリック・デア＝フォーゲルヴァイデ）
- 名探偵コナン（2015年 - 2024年、袋小路貞夫、鳥丸真也、松野俊平、高瀬の友人、永倉猟二、蟹江田明、石破玄石）

2016年
- パズドラクロス（店主）
- ONE PIECE 〜ハートオブゴールド〜

2017年
- 正解するカド（男、国家安全保障局参事官）
- ONE PIECE エピソードオブ東の海 〜ルフィと4人の仲間の大冒険!!〜

2018年
- PERSONA5 the Animation（金城潤矢）
- バキ（館岡）
- ONE PIECE エピソードオブ空島
- 爆釣バーハンター（深層海龍ゴクオロチ）

2020年
- アサティール 未来の昔ばなし（2020年 - 2025年、ライード、オーン） - 2シリーズ
- テイルズ オブ クレストリア -咎ヲ背負いて彼は発つ-

2022年
- ダンス・ダンス・ダンスール（村尾一平太）

2023年
- パズドラ（コミッショナー）

2024年
- ドラゴンボールDAIMA（ウミガメ）

2025年
- ドラえもん（テレビ朝日版第2期）（武器屋）

### 劇場アニメ
2003年
- ONE PIECE THE MOVIE デッドエンドの冒険（ガスパーデ部下）

2004年
- ONE PIECE 呪われた聖剣

2006年
- 永遠の法
- まじめにふまじめ かいけつゾロリ なぞのお宝大さくせん（手下）
- ONE PIECE THE MOVIE カラクリ城のメカ巨兵（村人）

2008年
- 劇場版 ゲゲゲの鬼太郎 日本爆裂!!（強盗）
- ONE PIECE THE MOVIE エピソードオブチョッパー+ 冬に咲く、奇跡の桜

2009年
- ヱヴァンゲリヲン新劇場版:破
- ONE PIECE FILM STRONG WORLD（オニグモ 他）

2011年
- ONE PIECE 3D 麦わらチェイス

2012年
- ONE PIECE FILM Z

2013年
- ドラゴンボールZ 神と神（バブルス）

2015年
- ドラゴンボールZ 復活の「F」（部下）

2016年
- なぜ生きる 蓮如上人と吉崎炎上（聴衆）

2018年
- 劇場版 マジンガーZ / INFINITY（作業員）

### OVA
2002年
- I'll/CKBC（審判 他）
- マクロス ゼロ（村人B）

2003年
- サクラ大戦 エコール・ド・巴里（巴里の人々）

2004年
- インタールード（男子生徒）
- サクラ大戦 ル・ヌーヴォー・巴里（巴里の人々）
- 大YAMATO零号（異星人の子供）
- ナースウィッチ小麦ちゃんマジカルてZ（ギターオタク）

2005年
- イリヤの空、UFOの夏（西久保）

2006年
- 聖闘士星矢 冥王ハーデス冥界編（冥闘士C）

2008年
- ドラゴンボール オッス!帰ってきた孫悟空と仲間たち!!（レポーター）

2010年
- ドラゴンボール 超サイヤ人絶滅計画（ツフル人）

2011年
- 英雄伝説 空の軌跡 THE ANIMATION（キール・カプア）

### Webアニメ
- ヘタリア World Series（2010年、トルコ）
- 美少女戦士セーラームーンCrystal（司会者、運転手、兵士）
- 爆丸アーマードアライアンス（2020年 - 2021年、ハーヴィック）
- 爆丸レジェンズ（2023年、ハーヴィック）

### ゲーム
2003年
- インタールード

2004年
- エースコンバット5 ジ・アンサング・ウォー
- ゼノサーガ エピソードII［善悪の彼岸］（権蔵、U-TIC兵士）

2005年
- 悪魔城ドラキュラ 蒼月の十字架（ダリオ・ボッシ）
- Another Century's Episode
- テイルズ オブ レジェンディア
- 冒険王ビィト ダークネスセンチュリー
- METAL GEAR SOLID 3 SUBSISTENCE（兵士）
- ロックマンゼロ4（ミノ・マグナクス）

2006年
- ウォーシップガンナー2 鋼鉄の咆哮（天城仁志、フリードリヒ・ヴァイセンベルガー）
- CLANNAD -クラナド-
- 真・三國無双Online（尊大・怪力）
- 対戦たっきゅう（権蔵）
- ときめきメモリアル Girl's Side 2nd Kiss（エキストラ）
- METAL GEAR SOLID PORTABLE OPS（研究員）
- ルーンファクトリー -新牧場物語-（ジャコリヌス・エラルコ・ヴィヴィアージュ、ゴドウィン）
- Rozen Maiden duellwalzer

2007年
- Another Century's Episode 3 THE FINAL
- 餓狼伝 Breakblow Fist or Twist（畑中恒三、拳法家）
- シャイニング・フォース イクサ（先代勇者）
- 戦国無双KATANA（権之助）
- テイルズ オブ イノセンス（グリゴリ兵）
- テイルズ オブ ファンダム Vol.2（モンスター、男の人）
- バトルファンタジア（フェイス）
- BAROQUE（研究天使 / 脳髄、殺戮天使 / 長刀）
- まほろばStories -Library of Fortune-
- METAL GEAR SOLID PORTABLE OPS+（研究員）

2008年
- 戦場のヴァルキュリア
- drastic Killer
- 無双OROCHI 魔王再臨（牛鬼 他）
- ラスト レムナント（イェーガー、ジョン・サイクス）
- 龍が如く 見参!
- ルーンファクトリー2（ヘリチャコス・レムナンド・ヴィヴィアージュ、ダグラス）

2009年
- 真・三國無双5 Empires（エディット武将〈冷静、豪快〉）
- 戦国無双3（福島正則、エディット武将〈老獪〉 他）
- テイルズ オブ ザ ワールド レディアント マイソロジー2（ヒーローズボイス）
- ドラゴンボール 天下一大冒険（R&R軍通信兵、R&R軍一等兵、忍者兵）
- FRAGILE 〜さよなら月の廃墟〜（ペンダント、職人A）
- 無双OROCHI Z（牛鬼 他）
- 龍が如く3
- ルーンファクトリー3（ドンチャコス・ハラペニョ・ヴィヴィアージュ、グルテン）
- レイジングストーム

2010年
- Another Century's Episode:R
- イースvs.空の軌跡 オルタナティブ・サーガ（魔王・ガルシス）
- クロヒョウ 龍が如く新章（真壁隼人）
- ゴッドイーター（プレイヤーボイス、エリック・デア＝フォーゲルヴァイデ）
- ゴッドイーター バースト（プレイヤーボイス、エリック・デア＝フォーゲルヴァイデ、マスク・ド・オウガ）
- STORM LOVER
- テイルズ オブ ファンタジア なりきりダンジョンX
- ドラゴンボールDS2 突撃!レッドリボン軍（巨大タコ、ドラキュラマン、RR兵士A、RRスノービル兵、ウンチくん）
- ドラゴンボール タッグバーサス（セルジュニア）
- ドラゴンボール レイジングブラスト2（セルジュニア）
- 北斗無双（ハート）
- 龍が如く4 伝説を継ぐもの（伊原勝）

2011年
- オール仮面ライダー ライダージェネレーション（仮面ライダー2号）
- 仮面ライダー クライマックスヒーローズ フォーゼ（仮面ライダー2号）
- スーパー戦隊バトル レンジャークロス（アカレンジャー、ダイフォボス）
- 戦国無双3 猛将伝（福島正則、エディット武将〈老獪〉 他）
- 戦国無双3 Z（福島正則、エディット武将〈老獪〉 他）
- 戦国無双3 Empires（福島正則 他）
- 戦国無双 Chronicle（福島正則 他）
- テイルズ オブ ザ ワールド レディアント マイソロジー3（ヒーローズボイス）
- 無双OROCHI 2（福島正則、牛鬼）
- 龍が如く OF THE END
- ルーンファクトリー オーシャンズ（ボナパルト・ハッタイン・ヴィヴィアージュ、モグール）

2012年
- 英雄伝説 零の軌跡 Evolution（イアン・グリムウッド）
- オール仮面ライダー ライダージェネレーション2（仮面ライダー2号）
- 仮面ライダー 超クライマックスヒーローズ（仮面ライダー2号）
- クロヒョウ2 龍が如く 阿修羅編（品原マサル）
- 真・北斗無双（ハート、カイゼル）
- 戦国無双 Chronicle 2nd（福島正則 他）
- ダークエスケープ 3D
- テイルズ オブ イノセンス R
- テイルズ オブ ザ ヒーローズ ツインブレイヴ（エネミーボイス）
- 無双OROCHI2 Special（福島正則、牛鬼）
- 無双OROCHI2 Hyper（福島正則、牛鬼）
- 龍が如く5 夢、叶えし者
- ルーンファクトリー4（ポコリーヌ・トゥレ・ヴィヴィアージュ）
- ワンピース 海賊無双（2012年 - 2015年、海兵隊長1、魚人隊長1、海賊1、ドラム兵、シャンディア兵 他） - 3作品

2013年
- 英雄伝説 閃の軌跡（ヴァルカン）
- カオス ヒーローズ オンライン（フロード、レクター、サテュロス）
- ジョジョの奇妙な冒険 オールスターバトル（オインゴ） - スタッフロールではミスによりボインゴと表記されている。
- テイルズ オブ ハーツ R
- 無双OROCHI2 Ultimate（福島正則、牛鬼）

2014年
- 禁忌のマグナ（ダンガロス）
- 戦国無双 Chronicle 3（福島正則 他）
- 戦国無双4（福島正則）
- モンスター烈伝 オレカバトル（覇将ネルガル）
- 龍が如く 維新!

2015年
- 英雄伝説 空の軌跡 FC Evolution（キール）
- 戦国無双4-II（福島正則）
- 戦国無双4 Empires（福島正則）
- ドラゴンボールZ 超究極武闘伝（セルジュニア）
- ドラゴンボール ゼノバース（セルジュニア）
- MÚSECA（マグナス・ブリッツェン）
- 龍が如く0（米田）

2016年
- イースVIII -Lacrimosa of DANA-（タナトス・ベルダイン、マスターコング、ミノス）
- オール仮面ライダー ライダーレボリューション（仮面ライダー2号）
- 仮面ライダー バトライド・ウォー創生（仮面ライダー2号）
- ドラゴンボール ゼノバース2（セルジュニア）
- ドラゴンボールフュージョンズ（セルジュニア）
- 龍が如く6 命の詩。

2017年
- スーパーロボット大戦V
- LOST SPHEAR（オバロ）
- ゼノブレイド2（スザク）

2018年
- スーパーロボット大戦X
- 無双OROCHI 3（福島正則、牛鬼）

2019年
- 共闘ことばRPG コトダマン（シャドウ・カネシロ / カネシロ・バエル・ジュンヤ）
- スーパードラゴンボールヒーローズ ワールドミッション（魔界兵、魔界兵Δ）
- ペルソナ5 ザ・ロイヤル（金城潤矢）

2020年
- ドラゴンボールZ カカロット（セルジュニア、ウミガメ、バブルス）
- 真・北斗無双 アプリ版（ハート）

2021年
- ルーンファクトリー5（パルモ・クレアスィ・ド・ヴィヴィアージュ）

2023年
- FREDERICA（キャスター）

2024年
- ドラゴンボール Sparking! ZERO（セルジュニア）

2025年
- ORE'N（ブブ / 魔王ベルゼブブ、ダイダラボッチ）
- モンスターストライク（カネシロ・バエル・ジュンヤ）

### ドラマCD
- 英雄伝説 空の軌跡 ドラマCD
  - 〜去り行く決意〜（黒装束の男）
  - 〜繋がる絆〜（キール）
- 英雄伝説 零の軌跡〜光と影の棲む町〜（イアン弁護士）
- 軍服は鷹の獲物（アブダビ）
- SASRA 3（フランシスコ・ピサロ）
- 満員御礼 上巻（太一）
- ランブルフィッシュ（久間悟郎）
- ルーンファクトリー3 スペシャル Dream Collection特典ドラマCD「主人公大集合！オールスタードラマCD」（ポコリーヌ・トゥレ・ヴィヴィアージュ[45]）

### 吹き替え

#### 映画
- 踊るJSA 帰還迷令発動中?!（東海〈コン・ヒョンジン〉）
- スカーフェイス（ガフニー）
- ストーン・コールド -影に潜む-
- 対独爆撃部隊ナイトウィッチ（少佐）
- トロイ
- Be Cool/ビー・クール

#### ドラマ
- 追風少年 〜ワンダフルライフ〜（ジシェン、ストーカー）
- ザ・ソプラノズ 哀愁のマフィア（ビリー）
- SCORPION/スコーピオン#20（ヘクター）

#### アニメ
- カンフーパンダ 運命の拳（ジンディアオ）
- ジェニーはティーン☆ロボット（教頭先生）
- バンザイ! キング・ジュリアン（カール）
- ビリー&マンディ（2006年 - 2007年、オーディン、ジェフ〈2代目〉）
- リトル・ビル（アルおじさん）

### 特撮
2006年
- 魔弾戦記リュウケンドー（魔獣エドノイドの声）

2009年
- 劇場版 仮面ライダーディケイド オールライダー対大ショッカー（2号の声）

2010年
- 仮面ライダー 恐怖の地球温暖化計画（仮面ライダー2号の声）

2011年
- 仮面ライダー×仮面ライダー フォーゼ&オーズ MOVIE大戦MEGA MAX（仮面ライダー2号の声）

2012年
- 仮面ライダー×スーパー戦隊 スーパーヒーロー大戦（2号の声、ジャーク将軍の声 他）

2014年
- 烈車戦隊トッキュウジャー（ビリヤードシャドーの声）
- 烈車戦隊トッキュウジャーVS仮面ライダー鎧武 春休み合体スペシャル（仮面ライダー2号の声）

2015年
- 手裏剣戦隊ニンニンジャー（西洋妖怪オオカミオトコの声）
- スーパーヒーロー大戦GP 仮面ライダー3号（ライダー・怪人の声）

### デジタルコミック
- VOMIC アイスエイジ（大島龍一）
- VOMIC べしゃり暮らし（校長）

### ラジオドラマ
- 花の慶次（2012年、カルロス）

### テレビ番組
- 世界の果てまでイッテQ!（外国人吹き替え）
- リアルスコープZ（声の出演）
- フジテレビ短編アニメ大賞最新作 チョコレートのウサギ パルピー（月&太陽）
- 世界の何だコレ!?ミステリー（声の出演）
- NHKスペシャル「アジア巨大遺跡」（声の出演）
- メントレG 再現VTR（大橋巨泉）

### ナレーション
- クンクンクッキング
- CNNj（スポットナレーション）
- でんぱジャック-World Wide Akihabara-
- ファンキーニュース研究所
- めちゃ×2イケてるッ!

### パチスロ
- クローズ（2007年、九頭神竜男）

### ボイスオーバー
- アニマルプラネット サファリ
- 謎を解け!まさかのミステリー
- 日立 世界・ふしぎ発見!
- ポカポカ地球家族